# Monopis obviella
Monopis obviella ist ein Schmetterling aus der Familie der Echten Motten (Tineidae).

## Merkmale
Monopis obviella ist ein sehr kleiner Falter, er erreicht nur eine Flügelspannweite von acht bis 13 Millimetern. Auf dem Hinterrand der Vorderflügel befindet sich eine gelbe, gebogene, scharf abgegrenzte Strieme.

### Ähnliche Arten
- Monopis laevigella (Denis & Schiffermüller, 1775)
- Monopis weaverella (Scott, 1858)
- Monopis crocicapitella (Clemens, 1859) Strieme auf dem Vorderflügel weniger gebogen und abgegrenzt.

### Synonyme
- Monopis ferruginella Hübner, 1813[1]
- Monopis splendella Hübner, 1813[2]
- Monopis ustella Haworth, 1828[2]

## Lebensweise
Die Raupen leben in Vogelnestern beispielsweise von Dohlen und Amseln, in Taubenschlägen und im Gewölle von Eulen. Sie sind Aasfresser und ernähren sich von tierischen und pflanzlichen Überresten. Oft sind sie auch an Wolle zu finden.

### Flug- und Raupenzeiten
Monopis obviella bildet zwei Generationen im Jahr, die von Mai bis Oktober fliegen. Die Falter schwärmen abends an Hecken und Gebüschen und werden gelegentlich am Licht angetroffen.